# Binolen

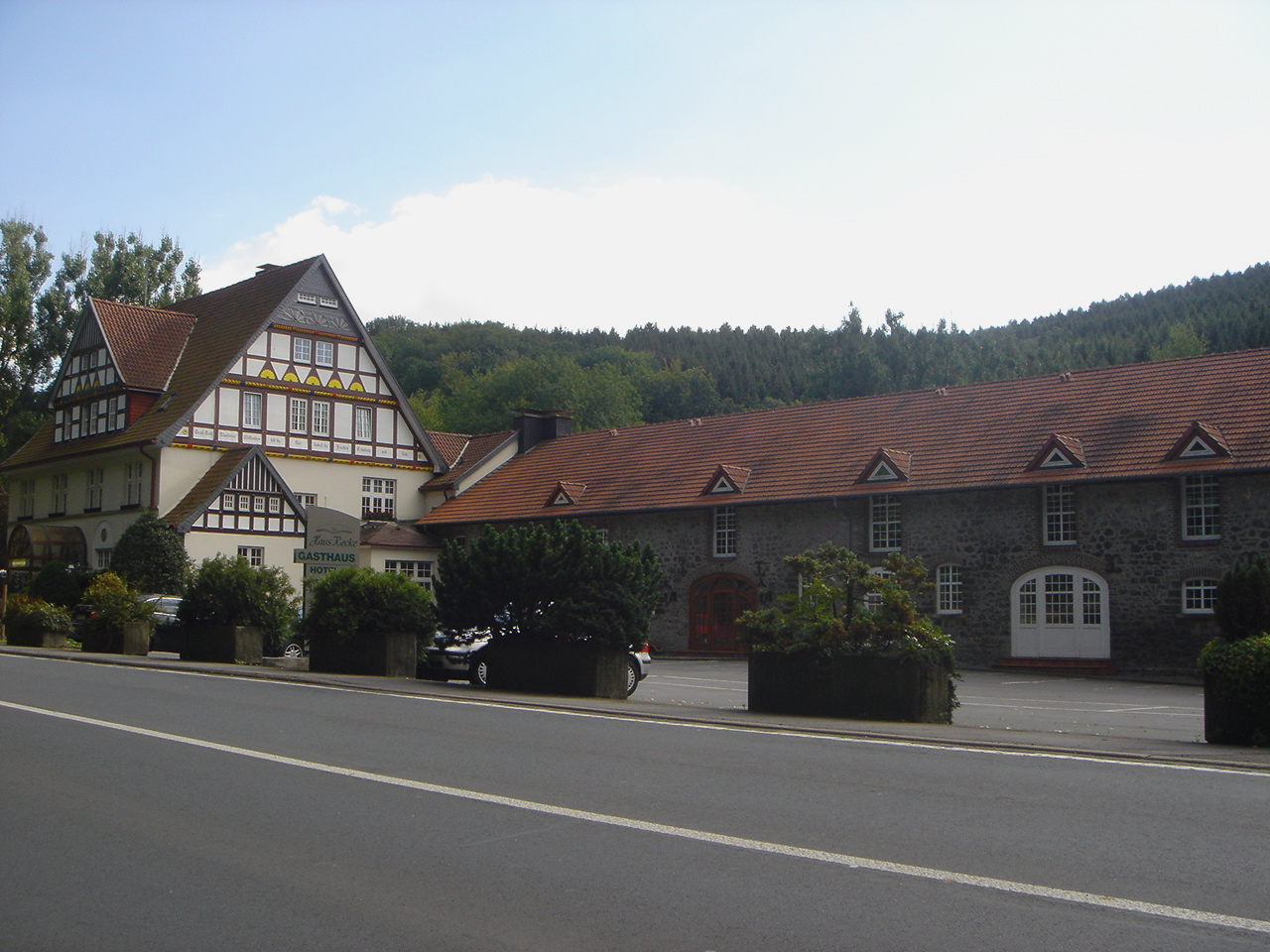
Haus Recke

Binolen ist ein Weiler im Ortsteil Volkringhausen der Stadt Balve.

## Geschichte
In der Feudalzeit gehörte Binolen zur Herrschaft Eisborn, bei welcher es sich um ein Lehen des Kölner Domkapitels handelte. Ein Ritter („miles“) Antonius von Binolen wurde erstmals 1233 urkundlich erwähnt, also noch zu Lebzeiten von Graf Gottfried II. von Arnsberg, ein Jahr nachdem dieser mit der Burg Hachen die Vogtei über Eisborn als Lehen erworben hatte. Auf dem Reckenberg, einem nur wenig erhöht gelegenen Felssporn, finden sich Reste einer Burgruine. Die Bedeutung der Burg ergab sich aus dem hier befindlichen Übergang der Straße Arnsberg–Iserlohn über die hier im Sommer regelmäßig trockenfallende Hönne. Unter Graf Ludwig von Arnsberg (1282–1313) wird ein Hermann von Bynole als Lehensnehmer der Mühle vom Bergtor (= Kluse?) „Sarene“ bestätigt, während Engelbert von Bynole einen Sold aus der Burg Gevern in Höhe von 4 Solidi bzw. 2 Mark (Silber) erhält.
1329 scheinen Lubbert von Binolen und seine Frau Richtmoth ihren Stammsitz aufgegeben zu haben, als sie die an der Grenze Arnsbergs zur bis dahin freundlich gesinnten Grafschaft Mark gelegene Herrschaft Eisborn an seinen „Blutsfreund“ Goddert von Hanxleden verkauften. Die Burg Binolen muss um diese Zeit abgegangen sein.
Aus dem Geschlecht derer von Binolen gingen wahrscheinlich die Freiherren von Fürstenberg hervor, folgt man der Ähnlichkeit der jeweiligen Familienwappen.

## Gegenwart
Zu Binolen gehört die Reckenhöhle. Darüber hinaus betreibt der Ruhrverband eine Kläranlage.
Ebenfalls am Ort ist eine Haltestation der Hönnetalbahn (RB 54), die Menden mit Neuenrade verbindet. Die Strecke verläuft durch das Hönnetal und gilt als eine der romantischsten Bahnstrecken in Nordrhein-Westfalen.
| Linie | Verlauf | Takt                                            |
| ----- | --- | ----------------------------------------------- |
| RB 54 | Hönnetal-Bahn Fröndenberg – Bösperde – Menden (Sauerland) – Menden (Sauerland) Süd – Lendringsen – Binolen – Volkringhausen – Sanssouci – Balve – Garbeck – Küntrop – Neuenrade Stand: Fahrplanwechsel Dezember 2023 | 60 min (werktags) 120 min (sonn- und feiertags) |

Der Bahnhof Binolen ist seit 1967 unbesetzt. Das dazugehörige Gebäude ging 1996 in Privatbesitz über. Es wird nunmehr als Kulturbahnhof auch von den Eisenbahnfreunden Hönnetal e. V. genutzt.